# Climaciella henrotayi
Climaciella henrotayi is een insect uit de familie van de Mantispidae, die tot de orde netvleugeligen (Neuroptera) behoort. 
Climaciella henrotayi is voor het eerst wetenschappelijk beschreven door Nel in 1989. Het is een fossiele soort uit het Oligoceen, gevonden in Zuidoost-Frankrijk.